# Union-Theater
Das Union-Theater in Kaiserslautern gehört zu den ersten in Deutschland gebauten Lichtspieltheatern. Das Gebäude wurde 1911 nach Plänen von Christian Hocke im Jugendstil errichtet. Der dreistöckige Putzbau über L-förmigem Grundriss mit Sandsteingliederung zeigt historisierende Formen (Erker, Zwerchgiebel mit Krüppelwalmdach, Portal mit Relief im Giebelfeld). Die Innenausstattung lässt die originale Aufteilung und Einrichtung noch erahnen.